# Facultad de Educación de Palencia
La Facultad de Educación de Palencia es un centro de formación universitaria perteneciente a la Universidad de Valladolid donde se imparten estudios de grado, másteres y estudios de posgrado. Esta amplia oferta de estudios reglados así como los diferentes cursos de especialización y actividades de formación permanente, convierten a este centro en un foco de actividad e innovación socioeducativa. Se encuentra situado en el Campus La Yutera. 

## Titulaciones
- Grado en Educación Primaria
- Grado en Educación Infantil
- Grado en Educación Social
- Máster en Profesor de Enseñanza Secundaria Obligatoria y Bachillerato, Formación Profesional y Enseñanza de Idiomas